# Madonna del fascio
La Madonna del fascio è un grande pannello (cm 310 x 260), formato da 398 piastrelle di ceramica, realizzato nel 1927 in Portogallo ad opera del marchigiano Leopoldo Battistini.

## Tecnica e contenuto iconografico
La tecnica del pannello è quella tradizionale dell'azulejo lusitano. Il contenuto, invece, riprende modelli iconografici del Rinascimento italiano. La particolare intitolazione, del fascio, deriva dal fatto che, in primo piano, nella fascia bassa dell'immagine, una coppia di angeli offre alla Madonna appunto un tipico fascio littorio: l'opera costituisce, in tal modo, un unicum nella storia dell'iconografia e risulta altresì importante come esempio dell'invadenza della propaganda fascista.

## Storia
L'opera fu presentata all'Esposizione internazionale di Milano del 1927 ed, in seguito, donata a Benito Mussolini il quale la fece portare dapprima a Roma, in Palazzo Braschi, poi a Predappio. La prima scelta fu quella di esporla alla Rocca delle Caminate, ma poi la decisione definitiva collocò il grande pannello nell'asilo e oratorio di Santa Rosa, in quella che allora si chiamava Predappio Nuova, poi diventata Predappio. L'opera agli inizi del XXI secolo è stata conservata lì.
La Madonna del fascio, che mai ricevette un riconoscimento ecclesiastico ufficiale, rientrò (assieme, ad esempio alla Madonna del manganello), in un insieme di rappresentazioni, principalmente in forma di statue e santini, diffuse negli anni trenta del XX secolo, nell'ottica dello spirito clerico-fascista voluto da settori della Chiesa cattolica e dal regime stesso.
Alla caduta del fascismo, la Madonna del fascio, come altri simboli del passato regime, rischiò di essere distrutta, ma per volontà delle religiose e delle autorità ecclesiastiche venne conservata e tuttora mantenuta esposta in una parete dei locali della scuola d'infanzia gestita dalle suore Orsoline.